# Piestopleura abyssinica
Piestopleura abyssinica är en stekelart som beskrevs av Peter Neerup Buhl 2004. Piestopleura abyssinica ingår i släktet Piestopleura och familjen gallmyggesteklar. Inga underarter finns listade i Catalogue of Life.